# Maierhofen (Painten)
Das Kirchdorf Maierhofen ist ein Ortsteil des im niederbayerischen Landkreis Kelheim gelegenen Marktes Painten.

## Geografie
Maierhofen befindet sich etwa zweieinhalb Kilometer südwestlich des Ortszentrums von Painten und liegt auf einer Höhe von etwa 510 m ü. NHN im östlichen Bereich der südlichen Frankenalb. Der Ort liegt im südöstlichen Bereich des historischen Gebietes Tangrintel, einer überwiegend bewaldeten Hochebene, die zwischen den Flussläufen der Altmühl und der Schwarzen Laber liegt.

## Geschichte
Durch die zu Beginn des 19. Jahrhunderts im Königreich Bayern durchgeführten Verwaltungsreformen wurde die Ortschaft zu einem Bestandteil der eigenständigen Landgemeinde Neulohe, zu der auch noch die drei Einöden Falterhof, Prexlhof und Wieseneck gehörten. Der Sitz der Landgemeinde Neulohe war allerdings nicht der namensgebende Ort selbst, sondern Maierhofen. Im Zuge der in den 1970er-Jahren durchgeführten kommunalen Gebietsreform in Bayern wurde Maierhofen dann im Jahr 1972 zusammen mit der gesamten Gemeinde Neulohe nach Painten eingemeindet. Ende der 1980er Jahre zählte Maierhofen 257 Einwohner.

## Sehenswürdigkeiten
Mit der katholischen Kirche St. Sebastian, einem Schloss und zwei Kleinbauernhäusern befinden sich in Maierhofen vier Baudenkmäler, s. Liste der Baudenkmäler in Maierhofen.
Das Schloss, Ende des 16. Jahrhunderts erbaut, gelangte im Jahre 1591, zusammen mit der Hofmark Maierhofen selbst in den Besitz von Abt Gregor IV. von Prüfening. Im 18. Jahrhundert war der   kurfürstliche Architekt Henrico Zuccalli aus München Eigentümer des Schlosses. Derzeit ist das Schlossareal in privater Nutzung.

## Verkehr
Die  Kreisstraße KEH 16 bindet Maierhofen an das öffentliche Straßennetz an, sie durchläuft den Ort von Painten im Nordosten her südwestlich in Richtung Baiersdorf.